# Sonja Ganguin
Sonja Ganguin (* 26. August 1978 in Bielefeld) ist eine deutsche Erziehungswissenschaftlerin und seit 2014 Professorin für Medienkompetenz- und Aneignungsforschung an der Universität Leipzig.

## Biografie
Sonja Ganguin studierte von 1998 bis 2003 Erziehungswissenschaften an der Universität Bielefeld. Hier arbeitete sie anschließend als Projektkoordinatorin des DFG-Projekts „Bildung durch E-Learning und dessen Qualität aus der Subjektperspektive“. 2009 promovierte Sonja Ganguin zu dem Thema „Computerspiele und lebenslanges Lernen“. Darauffolgend arbeitete sie als wissenschaftliche Mitarbeiterin an der FernUniversität Hagen sowie an der Universität Paderborn in den Bereichen Bildungstheorie, Medienpädagogik und empirische Medienforschung. Seit 2014 ist sie Professorin für Medienkompetenz- und Aneignungsforschung am Institut für Kommunikations- und Medienwissenschaft sowie Direktorin des Zentrums für Medien und Kommunikation (ZMK) an der Universität Leipzig. Das ZMK ist eine zentrale Serviceeinrichtung der Universität Leipzig, die Dienstleistungen im Bereich der Audio- und Videoproduktion für Lehre, Forschung und Weiterbildung anbietet.

## Arbeitsgebiete
Einer ihrer Arbeitsschwerpunkte liegt auf der Erforschung von Medienkompetenz, insbesondere der Dimension der „Medienkritik“. Ihre Hauptkritik an bisherigen Konzepten galt zuvorderst der unzureichenden Operationalisierung des Begriffs. Dies habe zur Folge, dass sich die Fähigkeit zur Medienkritik im Rahmen von Forschungsprojekten bislang nicht eruieren ließ. Auf der Basis von Experteninterviews entwickelt sie ein komplexes Konstrukt, das die Fähigkeit zur Medienkritik in mehrere Dimensionen untergliedert – zentral in die Wahrnehmungs-, Decodierungs-, Analyse-, Reflexions- und Urteilsfähigkeit.
Ein zweiter Forschungsschwerpunkt umfasst die Analyse von sozialen Wandlungsprozessen in digitalen Lernwelten. Zentraler Ausgangspunkt ihrer Arbeit ist die Frage nach der Bedeutung mobiler Medien für individuelle und gesellschaftliche Mobilitäts- und Mobilisierungsprozesse. Ausgehend von diesen Entwicklungen setzt sie sich für eine weitere Ausdifferenzierung des Medienkompetenzbegriffs ein.

## Funktionen und Mitgliedschaften
Sonja Ganguin ist seit 2009 Jurymitglied des Deutschen Computerspielpreises, seit 2008 Prüferin der Freiwilligen Selbstkontrolle Fernsehen (FSF) und seit 2012 Vorstandsmitglied der Arbeitsgemeinschaft Kinder- und Jugendschutz Nordrhein-Westfalen (AJS). Von 2011 bis 2014 war sie Jugendschutzsachverständige der Unterhaltungssoftware Selbstkontrolle (USK). 2007 bis 2013 arbeitete sie außerdem im Bundesvorstand der Gesellschaft für Medienpädagogik und Kommunikationskultur (GMK). 2012 bis 2013 war sie Beiratsmitglied der Stiftung Digitale Spielekultur.

## Publikationen (Auswahl)
- Sonja Ganguin, Uwe Sander (Hrsg.): Sensationen, Skurrilitäten und Tabus in den Medien. VS Verlag für Sozialwissenschaften. Wiesbaden 2006.
- Ida Pöttinger, Sonja Ganguin (Hrsg.): Lost? Orientierung in Medienwelten. Konzepte für Pädagogik und Medienbildung. GMK, Bielefeld 2008.
- Sonja Ganguin: Computerspiele und lebenslanges Lernen. Eine Synthese von Gegensätzen. VS Verlag für Sozialwissenschaften, Wiesbaden 2010.
- Sonja Ganguin, Bernward Hoffmann (Hrsg.): Digitale Spielkultur. kopaed, München 2010.
- Yvonne Niekrenz, Sonja Ganguin (Hrsg.): Jugend und Rausch. Interdisziplinäre Zugänge zu jugendlichen Erfahrungswelten. Juventa Verlag, Weinheim/München 2010.
- Sonja Ganguin, Dorothee M. Meister (Hrsg.): Digital native or digital naiv? Medienpädagogik der Generationen. kopaed, Bielefeld 2012.
- Klaus Peter Treumann, Sonja Ganguin, Markus Arens: E-Learning in der beruflichen Bildung. Qualitätskriterien aus der Perspektive lernender Subjekte. VS Verlag für Sozialwissenschaften, Wiesbaden 2012.
- Sonja Ganguin: Gaming Seriously? – A Quantitative Study of Students' Conception of ‘Playing’. In: Winfred Kaminski, Martin Lorber (Hrsg.): Gamebased Learning. Clash of Realities 2012. kopaed, München 2012, S. 13–31.
- Sonja Ganguin, Anna Hoblitz: Mobile Media – Mobile Creativity. In: Comunicação e Sociedade. Jahrgang 22, 2012, S. 33–48.
- Sonja Ganguin: Medien in der Kindheit. Zur Rolle und Bedeutung von Medien im Alltag von Kindern. In: Computer + Unterricht. Lernen und Lehren mit digitalen Medien. Spezial: Jugend + Medien. Nr. 88, 2012, S. 6–10.
- Sonja Ganguin: Game-orientiertes kooperatives Lernen. In: Jörg Haake, Gerhard Schwabe, Martin Wessner (Hrsg.): CSCL-Kompendium 2.0. Lehr- und Handbuch zum computerunterstützten kooperativen Lernen. Oldenbourg Verlag, München 2012, S. 247–282.
- Sonja Ganguin, Anna Hoblitz: Career Paths of Women in the German Games Industry. In: Loading… The Journal of the Canadian Game Studies Association. Jahrgang 8, Nr. 13, 2014, 22–42.
- Sonja Ganguin, Uwe Sander: Zur Entwicklung von Medienkritik. In: Friederike von Gross, Dorothee M. Meister, Uwe Sander (Hrsg.): EEO. Enzyklopädie Erziehungswissenschaft Online. Juventa Verlag, Weinheim/München 2014.
- Anna Hoblitz, Sonja Ganguin: Digitale Spiele im Schulunterricht? Game-Based Learning in formalen Bildungskontexten. In: Kathrin Demmler, Klaus Lutz, Sebastian Ring (Hrsg.): Computerspiele und Medienpädagogik. Konzepte und Perspektiven. kopaed, München 2014, S. 79–90.
- Sonja Ganguin, Maya Götz: Mobilität und Medien – Mediennutzung Studierender im Ausland. In: Jeffrey Wimmer, Maren Hartmann (Hrsg.): Medienkommunikation in Bewegung: Mobilisierung – Mobile Medien – Kommunikative Mobilität. Springer VS, Wiesbaden 2014, S. 227–240.
- Jörg Müller-Lietzkow, Sonja Ganguin, Anna Hoblitz: Jenseits rationaler Entscheidungen: Smartphones als Schlüssel einer mediatisierten Gesellschaft. In: Jeffrey Wimmer, Maren Hartmann (Hrsg.): Medienkommunikation in Bewegung: Mobilisierung – Mobile Medien – Kommunikative Mobilität. Springer VS, Wiesbaden 2014, S. 283–300.
- Sonja Ganguin, Anna Hoblitz: High Score & High Heels? Berufsbiographien von Frauen in der Games-Industrie. VS Verlag für Sozialwissenschaften, Wiesbaden 2014.
- Sonja Ganguin, Anna Hoblitz: Über "Pac-Woman" und "Super-Maria": Frauen in der deutschen Computerspiel- und Videospiel-Industrie. In: Elizabeth Prommer, Martina Schuegraf, Claudia Wegener (Hrsg.): Gender – Medien – Screens: (De)Konstruktionen aus wissenschaftlicher und künstlerischer Perspektive. UVK Verlagsgesellschaft, Konstanz und München 2015, S. 161–181.
- Sonja Ganguin: Entgrenzung von Jugend und Arbeit im Kontext des medialen Wandels. In: Ulrike Becker, Henrike Friedrichs, Friederike von Gross, Sabine Kaiser (Hrsg.): Ent-Grenztes Heranwachsen. Springer VS, Wiesbaden 2016, S. 131–147.
- Sonja Ganguin: Digitale Spiele. In: merzwissenschaft – Zeitschrift für Medienpädagogik. kopaed, München 2016, S. 3–10.
- Sonja Ganguin, Hans-Jörg Stiehler: 100 Jahre Fach- und Institutsgeschichte in Leipzig: Ein Grußwort. In: Erik Koenen (Hrsg.): Die Entdeckung der Kommunikationswissenschaft. 100 Jahre kommunikationswissenschaftliche Fachtradition in Leipzig: Von der Zeitungskunde zur Kommunikations- und Medienwissenschaft. Herbert von Halem-Verlag, Köln 2016, S. 12–16.
- Sonja Ganguin, Thorsten Junge: Computerspiele und Familie. In: Bundeszentrale für gesundheitliche Aufklärung (Hrsg.): Anregung statt Aufregung: Neue Wege zur Förderung von Medienkompetenz in Familien. BZgA, Köln 2017, S. 64–91.
- Sonja Ganguin, Caroline Baetge: Mädchen und die Faszination von YouTube. In: Landesarbeitsgemeinschaft Mädchenarbeit in NRW e.V. (Hrsg.): Betrifft Mädchen. 30. Jahrgang 2017, Heft 2. Beltz Juventa, Weinheim 2017, S. 52–57.
- Rebekka Haubold, Sonja Ganguin: The Elderly's Media Appropriation as Variable for Target Groups. In: Liliana Vale-Costa, Hannah Grist (eds.): Ageing in a Network Society. Networking Knowledge. Journal of the MeCCSA Postgraduate network, 2017, p. 27–43.
- Sonja Ganguin, Johannes Gekmow, Rebekka Haubold: Information Overload as a Challenge and Changing Point for Educational Media Literacies. In: Rui Pedro Figueiredo Marques, Joao Carlos Lopes Batista (eds.): Information and Communication Overload in the Digital Age. IGI Global, Hershey, PA 2017, p. 302–328.
- Sonja Ganguin, Johannes Gemkow: Media Literacy. In: Kunibert Bering, Rolf Niehoff, Karina Pauls (Hrsg.): Lexikon der Kunstpädagogik. Athena Verlag, Oberhausen 2017, S. 335–337.
- Sonja Ganguin, Johannes Gemkow, Klaus Peter Treumann: Methodentriangulation in der medienpädagogischen Forschung: Von agonalen Paradigmen zu einer methodologischen Synergie. In: Thomas Knaus (Hrsg.): Forschungswerkstatt Medienpädagogik. Projekt – Theorie – Methode. 2017, Onlinedokument: http://publ.forschungswerkstatt-medienpaedagogik.de/i/user/23.
- Sonja Ganguin: Mobile Kommunikation. In: Bernd Schorb, Anja Hartung-Griemberg, Christine Dallmann (Hrsg.): Grundbegriffe Medienpädagogik (6., neu verfasste Aufl.). kopaed, München 2017, S. 324–328.
- Sonja Ganguin, Uwe Sander: Medienökologie. In: Lothar Mikos, Claudia Wegener (Hrsg.): Qualitative Medienforschung – Ein Handbuch (2. Aufl.). UVK Verlagsgesellschaft, Konstanz und München 2017, S. 175–182.